# 安哥拉克奈魚
安哥拉克奈魚（学名：Kneria angolensis）為輻鰭魚綱鼠鱚目尼羅魚科的其中一種，其种加词“angolensis”意为“安哥拉的”。分布於非洲安哥拉三比西河、庫內內河流域，體長可達9公分，棲息在中底層水域，可做為食用魚。